# Trull de Can Rubiés
Trull de Can Rubiés és una obra de la Selva de Mar (Alt Empordà) inclosa a l'Inventari del Patrimoni Arquitectònic de Catalunya.

## Descripció
Situat dins del nucli urbà de la població, delimitat per la Plaça del Camp de l'Obra, el carrer de Baix i el carrer del Cant d'en Gall. Localitzat al costat de l'església de Sant Esteve.
Edifici de planta rectangular format per dues crugies, que consta de planta baixa i dues més d'alçada. Tant els pisos superiors com la galeria adossada a la façana de la plaça, que no és original, manquen d'interès arquitectònic. L'element més destacable de l'edifici és la planta baixa, lloc on s'ubica el mecanisme del trull. Aquesta planta ha estat rehabilitada per adaptar-la al nou ús de l'edifici. S'han refet tant els forjats com les cobertes, les parets estan arrebossades i, algunes, s'han deixat amb la pedra vista. S'aprecia que l'edifici estava construït amb rebles lligats amb morter. Del mecanisme del trull es conserva en perfecte estat el fogó, la batedora, la premsa, les basses de decantació (bastides amb rajoles de color groc), la tina subterrània, el trull pròpiament dit i la mola.

## Història
L'única referència històrica que es troba sobre el trull, és a una acta de l'ajuntament sota el mandat de l'alcalde Antoni Climent, on en data d'1 de desembre de 1935 queda constància de la sol·licitud del veí Enric Ferrer Fàbrega per instal·lar dos "electro-motors" en el seu molí d'oli. Desgraciadament no podem assegurar que es refereixi al trull de Can Rubíes, ja que desconeixem si hi havia més trulls al mateix poble.
Encara que no sabem exactament la data d'inauguració del trull, la fonts orals del poble ens indiquen que es remunta a l'època moderna. Aquest estava a disposició del poble per tal de produir tant oli com vi. L'any 2005 es va endegar un projecte de rehabilitació interna i externa del trull. A data de desembre del 2008 encara no havia finalitzat la part externa, tot i que la interna s'havia museïtzat i inaugurat l'any 2006.
Des de l'any 2007, l'Associació Cultural Els Estudis de la Selva de Mar i el consistori organitzen anualment la Jornada de l'oliva i l'olivera al municipi. L'acte inclou visites guiades al trull de Can Rubíes, una recollida tradicional d'aquest producte en un olivar un concurs d'elaboració d'allioli i un dinar col·lectiu al centre on s'aprofita per fer una xerrada.